# هیبت سفلی
هیبت سفلی یک روستا در ایران است که در دهستان انگوت غربی واقع شده‌است. هیبت سفلی ۳۳ نفر جمعیت دارد.